# Nowe Turniczki

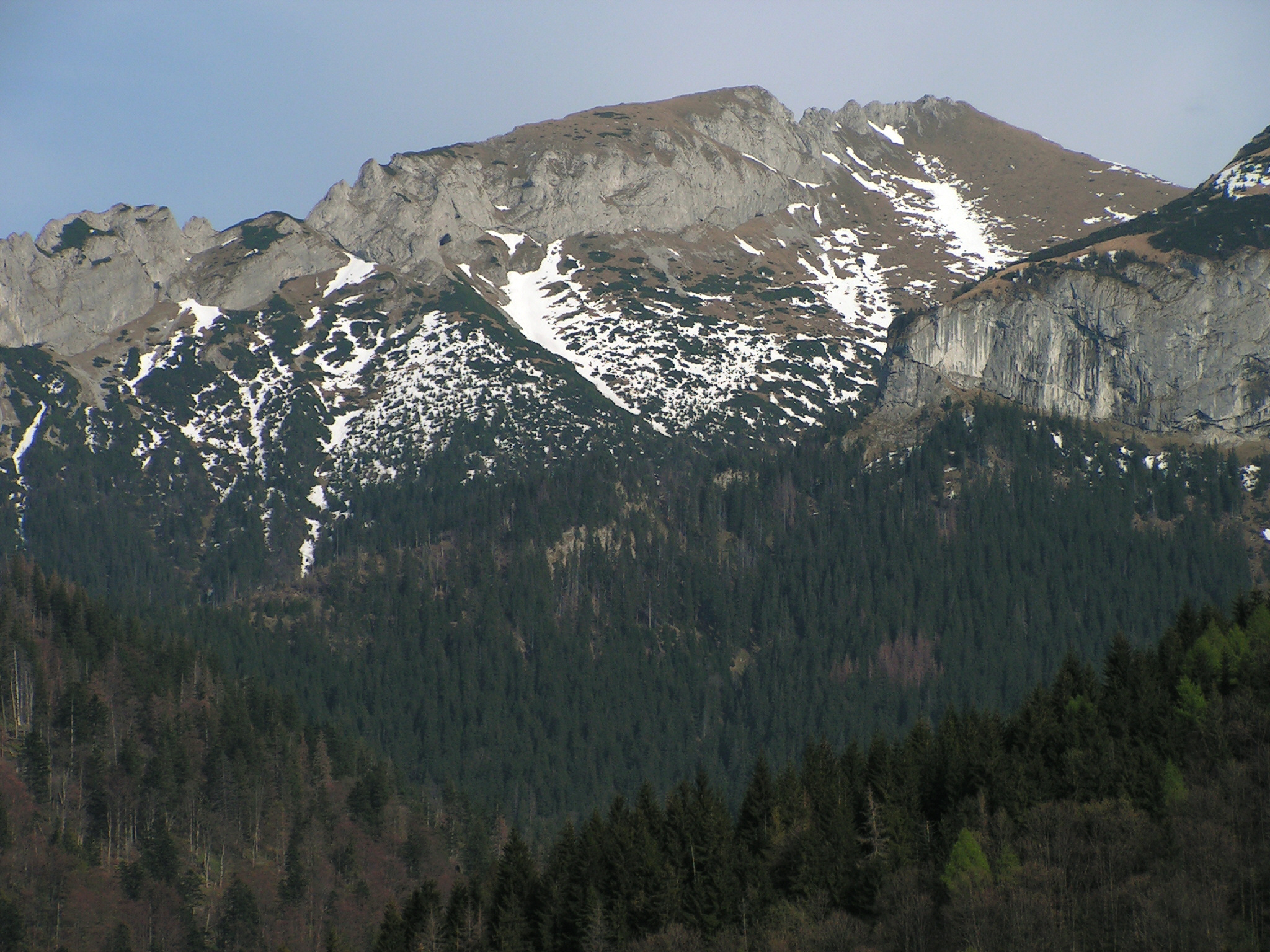
Nowe Turniczki po lewej stronie szczytu Nowego Wierchu

Nowe Turniczki – grupa turniczek w grani Kominów Zdziarskich w słowackich Tatrach Bielskich. Znajdują się pomiędzy północnym wierzchołkiem Nowego Wierchu (2009 m) a Wyżnią Nową Szczerbiną (1960 m). Na obydwie strony (na zachodzie do Nowej Doliny, na wschodzie do Doliny Hawraniej) opadają wapiennymi ścianami.
Nazwę nadał Władysław Cywiński w 4 tomie przewodnika Tatry. Pierwsze przejście granią od Niżniego Nowego Przechodu na szczyt Nowego Wierchu: Vladimir Tatarka i Martin Pršo 21 października 1987 r. Pierwszą w grani turniczkę obeszli po prawej stronie, pozostałe przeszli ściśle granią (II, w jednym miejscu III w skali tatrzańskiej). Istnieje możliwość zejścia ze środkowej części grani Nowych Turniczek trudnym żlebkiem do perci poniżej ścian turniczek, przejścia nią kawałek i potem powrotu na grań tuż po północnej stronie najwyższego jej punktu.